# Alessio Figalli
Alessio Figalli (* 2. dubna 1984 Řím) je italský matematik. Zabývá se především variačním počtem a parciálními diferenciálními rovnicemi. Roku 2018 obdržel Fieldsovu medaili.
Vystudoval matematiku na univerzitě v Pise, absolvoval roku 2006. Doktorát rok poté získal na Scuola Normale Superiore v Pise a na Ecole Normale Supérieure ve francouzském Lyonu. Poté pracoval na univerzitě v Nice (2007-2008), na École polytechnique v Palaiseau (2008-2009), na Texaské univerzitě v americkém Austinu (2009-2016) a od roku 2016 je profesorem na Spolkové vysoké technické škole v Curychu.